# Josep Maria Trullén i Thomas
Josep Maria Trullén i Thomàs (Barcelona, 1954) és un historiador de l'art català. Actualment treballa com a director del Museu Frederic Marès.
El 1977 es va llicenciar en Història de l'Art per la Universitat de Barcelona. Ha treballat a diversos museus d'arreu del territori català. Entre 1983 i 1985 fou director tècnic del Musèu dera Val d'Aran, entre 1983 i 1993 fou director tècnic del Museu Diocesà de Solsona. Ja el 1994 assumí el càrrec de director de la Biblioteca Museu Víctor Balaguer de Vilanova i la Geltrú, càrrec que ostentaria fins al 2000. Poc després va començar a treballar com a conservador en cap del Museu Episcopal de Vic. Durant la tardor de 2007 va ser nomenat directori del Museu d'Art de Girona, substituint al càrrec a Josep Manuel Rueda, que es va incorporar a la Direcció General de Patrimoni Cultural de la Generalitat.
Durant 18 anys (1993-2001) també ha format part de la Comissió Executiva de la Junta de Museus de Catalunya.

## Publicacions
Ha publicat diversos catàlegs i estudis sobre les col·leccions dels museus on ha treballat:
- 2001- Biblioteca Museu Víctor Balaguer. Guia de les col·leccions del museu[5]